# Erhard Schnepf

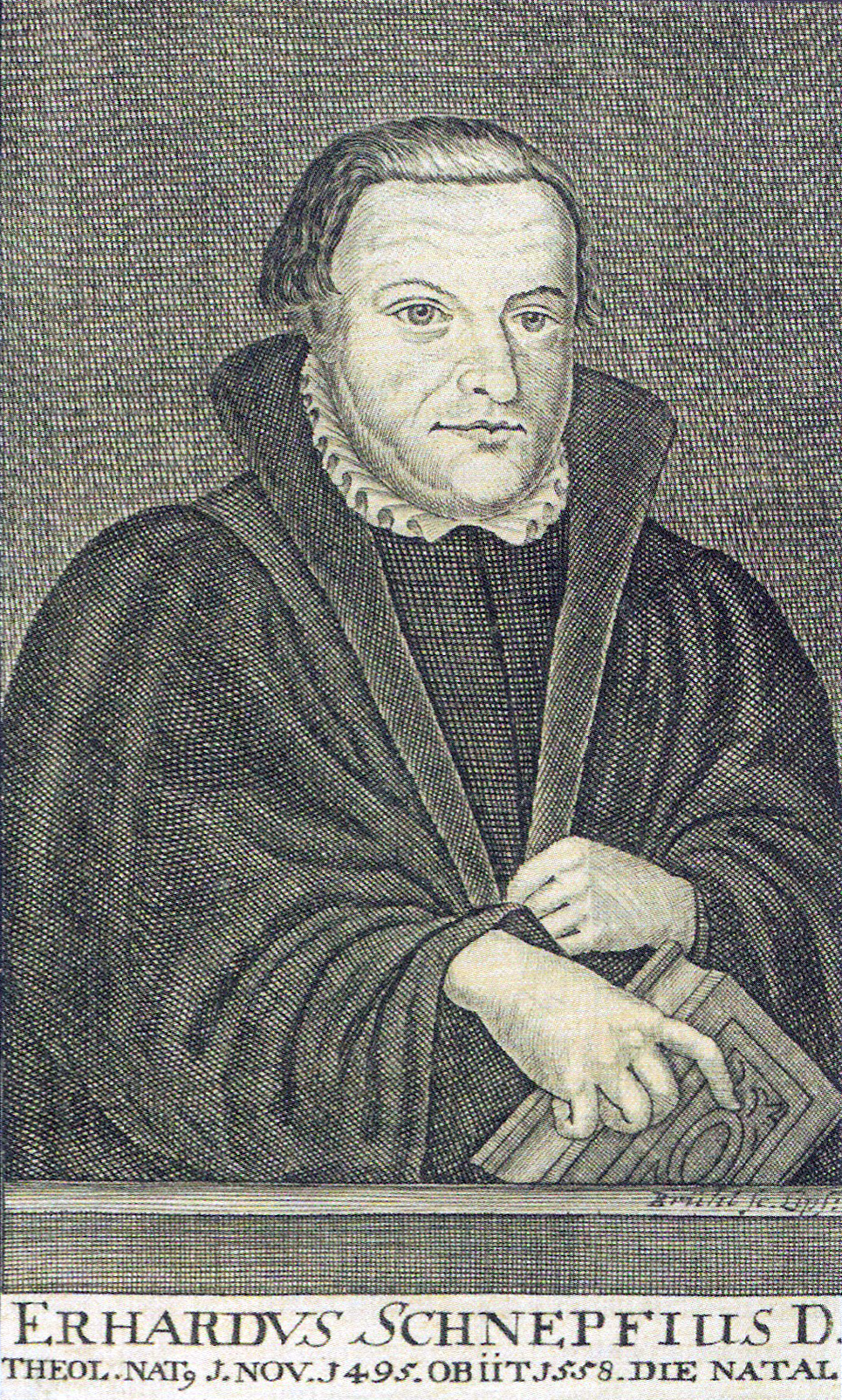
Erhard Schnepf

Erhard Schnepf (* 1 de novembro de 1495 na cidade de Heilbronn; † 1 de novembro de 1558 em Jena), foi um professor de teologia, sacerdote e reformador luterano alemão.

## Vida
Schnepf nasceu de uma proeminente família de Heilbronn, na Alemanha. Iniciou seus estudos na Universidade de Erfurt em 1509 antes de se mudar para a Universidade de Heidelberg em 1511, onde obteve seu Grau de Mestrado em 1513. Ele mudou seus estudos de Direito para Teologia. Schnepf foi um dos jovens mestres que encontraram Martinho Lutero em sua famosa Disputa de Heidelberg.  Schnepf logo se tornaria um seguidor comprometido com Lutero.
Ele assumiu o posto de pregador em Weinsberg, Württemberg na qualidade de sucessor de Johannes Oecolampadius, e pregou a mensagem evangélica nesse local.  Quando o ducado de Württemberg esteve sob controle direto de Habsburg, Schnepf foi expulso do seu posto e se refugiou com pensadores de estilo protestante como Dietrich von Gemmingen (1526-1587). Trabalhou primeiro em Neckarmühlbach (perto do Castelo Guttenberg) na região do Kraichgau, e a partir de 1523 dentro da cidade imperial de Bad Wimpfen, onde ele se casou com a filha do prefeito Margaretha Wurzelmann.
A pedido de Felipe III, Conde de Nassau-Weilburg (1504-1559), ele introduziu a Reforma Protestante em 1525/26 na cidade de Weilburg. Felipe I, O Magnânimo (1504-1567), Landgrave de Hesse o convidou para ser professor de teologia em sua recém-fundada Universidade de Marburg. Schnepf com relutância aceitou a oferta e finalmente assumiu o posto em  19 de Agosto de 1528. Foi Reitor da Universidade entre 1532 e 1534 e atuou como conselheiro de Felipe III durante as dietas imperiais de Speyer (1529) e de Augsburg (1530). Em 1532 ele declinou da oferta de se tornar o segundo pastor de Heilbronn em sucessão a Johann Lachmann (1491-1538).
Depois que o duque Ulrich foi restaurado, Schnepf voltou para Württemberg a pedido do mesmo para tomar parte na introdução da Reforma nessa cidade em 1534 ao trabalhar ao lado de Ambrosius Blarer (1492-1564). Schnepf foi nomeado pregador da Corte em Stuttgart e superintendente geral de toda Igreja Protestante de Württemberg em 1535. Renunciou a esta posição em 1544 para se tornar professor de teologia da Universidade de Tübingen, mantendo simultaneamnete os ofícios de pregador. Sua resistência à Interim de Augsburgo resultou no seu afastamento dos ofícios em Württemberg pelo Duque Ulrich em 1548. Ele recebeu a cadeira de Hebraico na recém fundada Universidade de Jena e também tornou-se pastor e superintendente em Jena, cidade onde morreria em 1 de Novembro de 1558.